# Vladislav al II-lea al Poloniei
Vladislav al II-lea (în poloneză Władysław II Jagiełło, în germană Wladyslaw Jagiello; n. 1362, Vilnius, Marele Ducat al Lituaniei – d. 1 iunie 1434, Jagiellonian Gord⁠(d), voievodatul Ruteniei⁠(d), Regatul Poloniei) aparținând Dinastiei Jagiellonă, a fost rege al Poloniei între anii 1386 și 1434. 
Împreună cu vărul său, Vitold, Marele Duce al Lituaniei, a încheiat uniunea polono-lituaniană (Pactul de alianță de la Horodlo pe Bug), în pofida conflictelor familiare anterioare între Vladislav și tatăl lui Vitold.
Unii membri ai dinastiei Iagello ce au domnit între anii 1386 și 1572 ca regi ai Poloniei sau ca mari duci ai Lituaniei au fost, de asemenea, începând din secolul al XV-lea și regi ai Ungariei și Boemiei.
Vladislav a fost primul rege al Poloniei din dinastia Iagello (sub numele „Vladislav al II-lea”) ca urmare a căsătoriei din 1386 cu Hedviga de Anjou. Vladislav al II-lea Iagello a fost căsătorit de patru ori, ultima dată cu Sofia (1422), cu care a avut doi fii: Vladislav al III-lea Iagello și Cazimir al IV-lea Iagello.
Vladislav al II-lea a ieșit învingător în bătălia de la Grunwald (15 iulie 1410), între Regatul Poloniei, Marele Ducat al Lituaniei și aliații lor pe de-o parte și cavalerii teutoni pe de altă parte. A fost bătălia decisivă a războiului polono-lituaniano-teutonic și cea mai mare bătălie a evului mediu european. După această bătălie decisivă a început decăderea ordinului. Puținele mărturii ce s-au păstrat sunt contradictorii.

## Primii ani
Se cunosc puține detalii despre primii ani ai lui Vladislav al II-lea și chiar și data lui de naștere este incertă. Anterior, istoricii au stabilit data de naștere în anul 1352, însă unele cercetări recente sugerează o dată ulterioară, adică 1362. A fost un descendent la Dinastiei Gerdiminid și a fost, probabil, născut in Vilnius. Părinții săi au fost Algridas, Mare Duce al Lituaniei, conceput cu a doua sa soție, Uliana, fiica lui Alexandru I, Mare Prinț de Tver.
Marele Ducat al Lituaniei în care Vladislav a fost numit Mare Duce în 1377, era o entitate politică împărțită în două, cu diferite naționalități și sisteme politice: prima era cea etnica, în nord-vestul Lituaniei, iar cea de-a doua era în teritoriile din Rutenia, care cuprindea terenurile de astăzi, Ucraina, Belarus și câteva părți din vestul Rusiei. La început, Vladislav și-a început guvernarea în teritoriile din sud și est ale Lituaniei, în timp ce unchiul său, Kęstutis, ducele de Trakai, a continuat să se pronunțe în regiunea de nord-vest.
Mama lui Vladislav, Uliana de Tver, l-a îndemnat pe fiul ei să se căsătorească cu Sofia, fiica prințului Dmitri din Moscova, care îi cerea să se convertească la ortodoxism. Această opțiune era impusă pentru a opri cruciadele Cavalerilor Teutoni împotriva Lituaniei. În schimb, Vladislav a ales să accepte o căsătorie cu o prințesă de origine poloneză, pentru a deveni catolic, astfel, s-a căsătorit cu Hedviga a Poloniei, când fata avea vârsta de 11 ani. Această ofertă a fost făcută de către nobilii din Malopolska, din mai multe motive. Aceștia doreau să neutralizeze pericolele Lituaniei și să asigure teritoriile fertile din Galiția-Volînia. Nobilii polonezi au văzut această ofertă ca pe o oportunitate de creștere a propriilor privilegii și pentru a evita influența austriacă, adusă de logodnicul anterior al fetei, William, Duce de Austria.
La data de 14 august 1385, în Castelul Kreva, Vladislav și-a respectat promisiunile sale care includeau: adoptarea creștinismului, repatrierea teritoriilor luate din Polonia de către vecinii săi și Terras Suas Lithuaniae et Russiae Coronae Regni Poloniae perpetuo applicare, o clauză interpretată de istorici ca fiind o înțelegere de uniune personală între Lituania și Polonia, pentru încorporarea completă a Lituaniei în Regatul Poloniei.
Vladislav (numele său real înainte de botez a fost Jogalia), a fost botezat în mod corespunzător la Catedrala Wawel din Cracovia pe 15 februarie 1386, iar de atunci a purtat în mod oficial numele de Vladislav. Căsătoria a avut loc trei zile mai târziu, pe 4 martie 1386 iar Vladislav a fost încoronat rege, de către Arhiepiscopul Bodzanta. De asemenea, a fost adoptat în mod legal de către mama soției sale, Elisabeta de Bosnia, care păstra tronul în eventualitatea unui deces a fiicei sale.

## Cârmuitor al Lituaniei și Poloniei

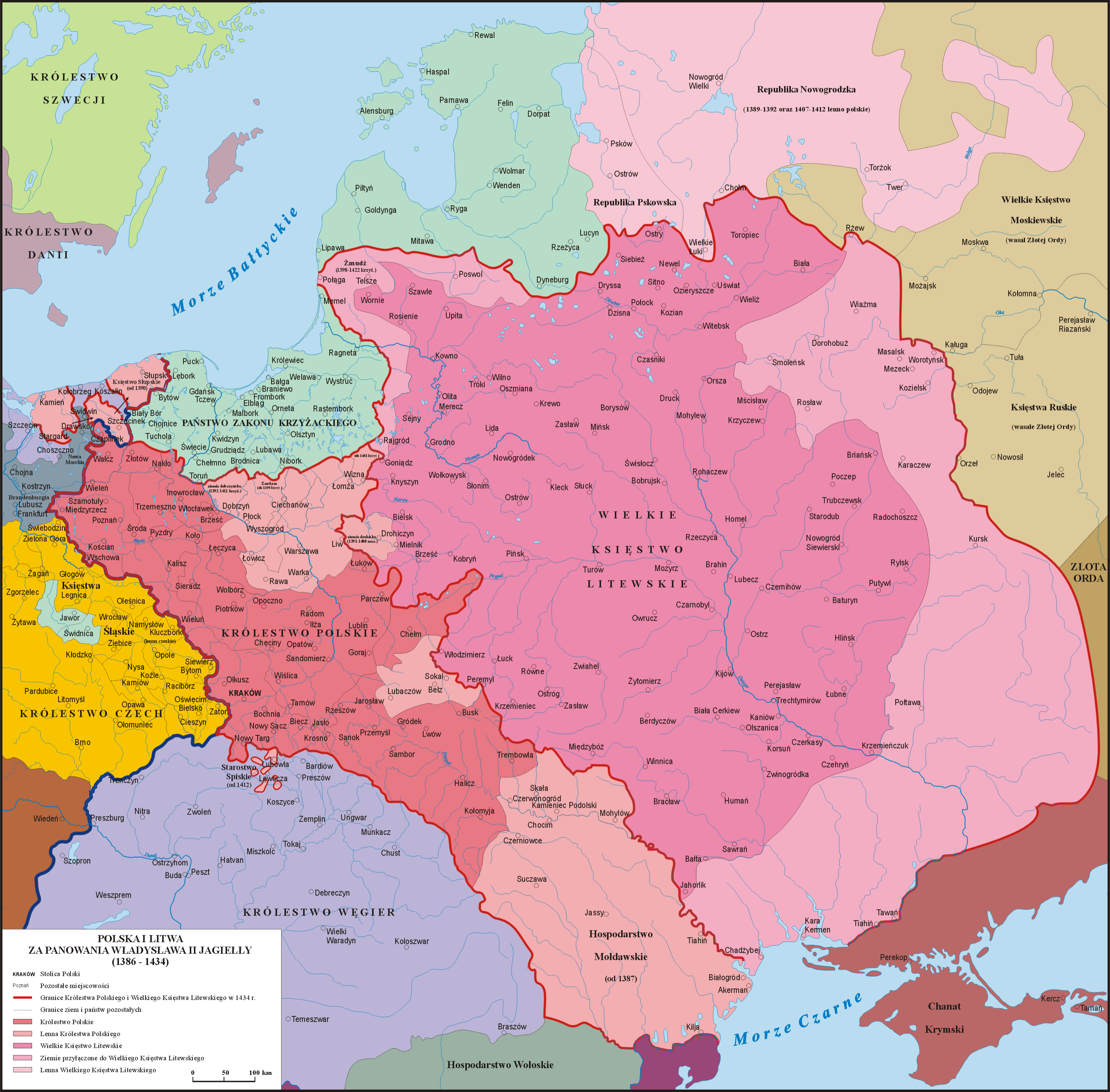
Polonia și Lituania între 1386–1434

Vladislav și regina Hedviga au domnit în calitate de co-monarhi și deoarece probabil Hedviga a avut în puțină putere reală, ea a avut un rol activ în viața politică și culturală a Poloniei. În 1387 a condus două expediții militare de succes la Rutenia Roșie, recuperând teritoriile tatălui ei, Ludovic I al Ungariei, pe care le transferase din Polonia în Ungaria. În 1390 ea a deschis personal negocierile cu Ordinul Teutonic.
Botezul lui Vladislav nu a reușit să pună capăt cruciadelor Cavalerilor Teutoni, care pretindeau convertirea sa a fi falsă, și și-au reînnoit incursiunile sub pretextul că păgânii au rămas încă în Lituania. Cu toate acestea, Ordinul a reușit cu greu să-și susțină cauza acestei cruciade și s-a confruntat cu amenințarea tot mai mare a Regatului Poloniei și Lituaniei, o alianță cu adevărat creștină. Vladislav a sponsorizat crearea Diecezei a lui Vilnius sub episcopul Andrzej Wasilko, fostul duhovnic al Elisabetei a Ungariei. Episcopia controla o mare parte a Ordinului Teutonic, care era subordonat scaunului din Gniezno și nu celui din Königsberg. Probabil că decizia nu a îmbunătățit relațiile lui Vladislav cu Ordinul Teutonic, însă a ajutat să introducă legături mai strânse între Lituania și Polonia, care să permită bisericii poloneze să asiste în mod liber la omagiul lituanian.
În 1389, guvernarea lui Vladislav în Lituania s-a confruntat cu o provocare din partea lui Vytautas, care a respins puterea data lui Skirgaila în Lituania, în detrimentul propriului său patrimoniu. Vytautas a început un război civil în Lituania cu scopul de a deveni Mare Duce. La 4 septembrie 1390, forțele comune ale lui Vytautas și a Marelui Maestru Teutonic, Konrad von Wallenrode, au asediat regiunea Vilnius, care era deținută de regentul lui Vladislav, Skirgaila. Deși cavalerii ridicaseră asediul asupra castelului după o lună, au dus orașul la ruinare. Acest conflict sângeros a fost oprit temporar în 1392, prin Tratatul de la Ostrów, unde Vladislav predase guvernarea Lituaniei lui Vytautas, verișorul său, în schimbul păcii: Vytautas avea să conducă Lituania sub titlul de Mare Duce până la moartea sa, sub suzeranitatea Ducelui Suprem a morahului polonez. Skirgaila a fost mutat din Ducatul Trakai și a devenit prinț de Kiev. Vytautas a acceptat inițial statutul său, dar curând, a început să urmărească independența Lituaniei de Polonia.
Perioada de război între lutianiei și Cavalerii Teutoni a fost încheiată la 12 octombrie 1398 prin Tratatul de la Salynas, numit după insula râului Neman, acolo unde a fost întocmit și semnat. Lituania a fost de acord să cedeze Samogiția și să-i asiste pe cavalerii teutoni în campania asupra Pskov, în timp ce ordinul fusese de acord să ajute Lituania într-o campanie de a confisca regiunea Novgorod. La scurt timp după aceea, Vytautas a fost încoronat rege, de către nobilii locali, însă în anul urămtor, forțele sale și cele ale aliatului său, Khan Tokhtamysh al Hoardei Albe, au fost zdrobite de către Timurids, în Bătălia de pe râul Vorskla, încheiând ambițiile sale imperiale în est și obligându-l să se supună din nou protecției lui Vladislav.

## Rege al Poloniei
Pe 22 iunie 1399 Hedviga a dat naștere unei fiice, Elisabeta Bonifacia, însă după o lună, atât mama cât și fiica au murit, lăsându-l pe Vladislav unicul conducător al Regatului Poloniei, fără moștenitor și fără prea multă legitimitate pentru a conduce regatul. Moartea Hedvigai a subminat dreptul lui Vladislav la tron și ca urmare, vechile conflicte dintre nobilii din Polonia Mică, care îl simpatizau pe Vladislav, și nobilii din Polonia Mare, au început să ia amploare. În 1402 Vladislav s-a căsătorit cu Ana de Celje, o nepoată a lui Cazimir al III-lea al Poloniei, aceasta fiind o combinație politică care îi legimita domnia.
Uniunea regiunii Vilnius și Rodom în 1401 a confirmat statutul lui Vytautas ca Mare Duce sub suzeranitatea lui Vladislav, care asigura titlul de Mare Duce pentru moștenitorii lui Vladislav decât pentru moștenitorii lui Vytautas: în cazul în care Vladislav murea fără moștenitori, boierii lituanieni puteau alege un nou monarh. Din moment ce nu a fost produs încă nici un moștenitor de către nici unul dintre ei, actul era imprevizibil, însă forma legături între Polonia și nobilimea lituaniana și o alianță defensivă permanentă între cele două state, consolidând Lituania împotriva unui nou război cu Teutonii, în care Polonia nu prelua oficial nici o parte.
La sfârșitul anului 1401 noul război împotriva ordinului a suprasolicitat resursele lituanienilor, care s-au luptat pe două fronturi, după revoltele din provinciile din est. Unul dintre frații lui Vladislav, nemulțumitul Švitrigaila, a ales acest moment pentru a stârni revolte și pentru a se declara Mare Duce. Pe 31 ianuarie 1402, s-a prezentat în Marienburg, unde a câștigat sprijinul cavalerilor.
Războiul s-a încheiat cu Tratatul de la Raciąż pe 22 mai 1404. Vladislav a cedat formal regiunea Samogiția și a fost de acord să sprijine ordinul în Pskov, iar în schimb, Konrad von Jungingen s-a angajat să vândă Poloniei, regiunea Dobrzyń și orașul Złotoryja, și să-l sprijine pe Vytautas în încercarea de a revendica Novgorodul. Ambele părți aveau motive bine întemeiate pentru a semna tratatul în acel moment: Ordinul avea nevoie de timp pentru a întări terenurile sale nou dobândite, iar polonezii și lituanienii aveau nevoie pentru a face față provocărilor teritoriale în est și în Silezia.

### Bătălia de la Grunwald
Articol principal: Bătălia de la Grunwald

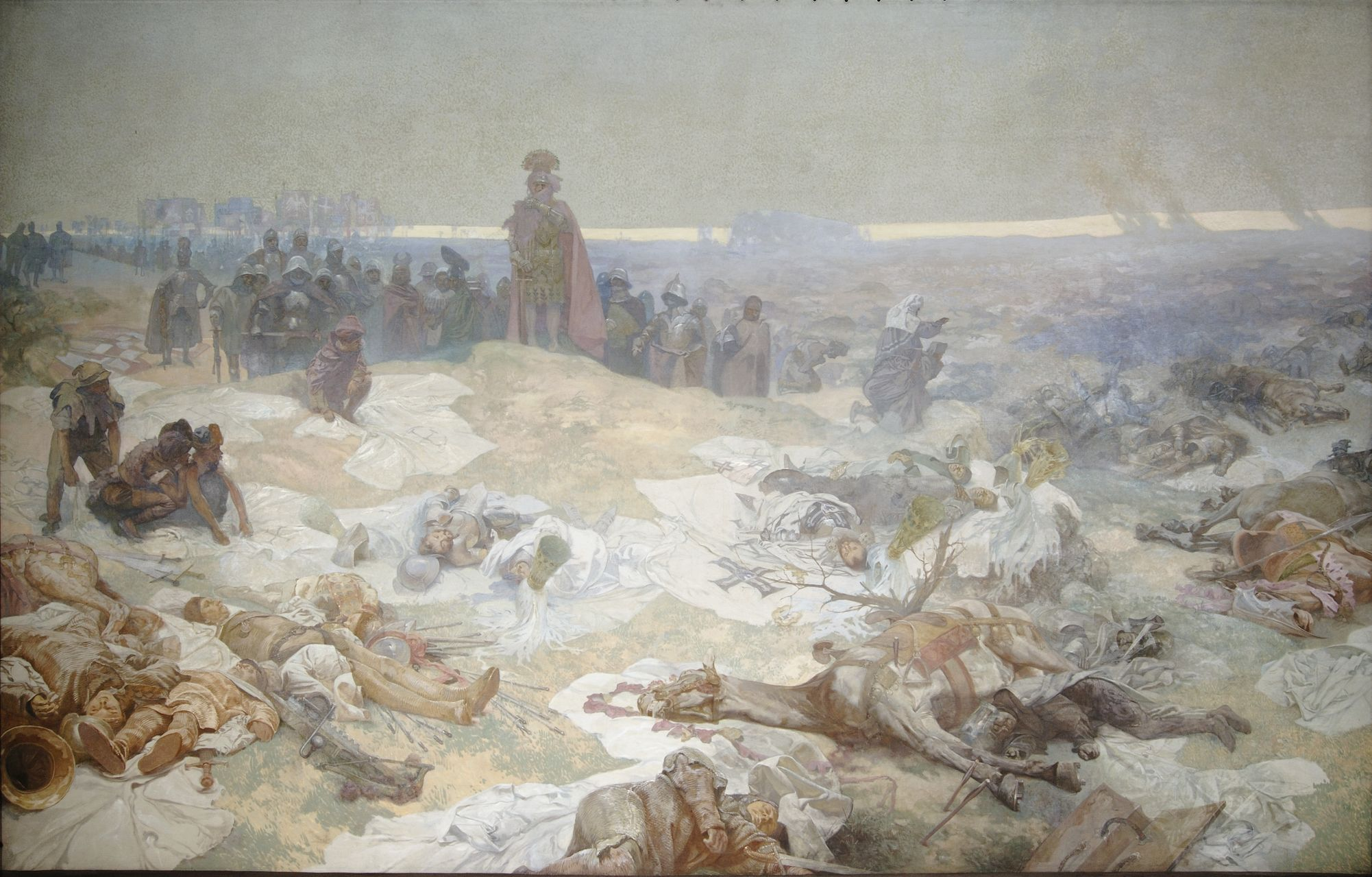
Pictură a lui Alfons Mucha, care prezintă detalii ale carnagiului de după bătălie

Bătălia de la Grunwald (sau Bătălia de la Tannenberg) a avut loc pe 15 iulie 1410 între Regatul Poloniei, Marele Ducat al Lituaniei și aliații lor pe de-o parte și Cavalerii teutoni pe de altă parte. Aceasta a fost bătălia decisivă a războiului polono-lituaniano-teutonic și una dintre cele mai mari bătălii din Evul Mediu în Europa. Cavalerii teutoni au fost învinși în mod decisiv în această bătălie fără a mai căpăta vreodată importanța și puterea anterioară. Puținele mărturii care s-au păstrat sunt contradictorii.
În iunie 1410 Vladislav avansa în teritoriul cavalerilor în fruntea unei armate de aproximativ 20 000 de nobili, 15 000 de oameni de rând înarmați și 2000 de cavaleri profesioniști proveniți în principal din Boemia. După trecerea peste podul Vistula la Czerwińsk, trupele sale s-au întâlnit cu cele ale lui Vytautas, a cărui cavalerie ușoară includea ruteni și tătari. Armata Ordinului teutonic număra aproximativ 18.000 de cavaleri, majoritatea germani și 5000 de infanteriști. La 15 iulie, în Bătălia de la Grunwald, au câștigat o victorie copleșitoare încât armata ordinului a fost aproape anihilată, iar cei mai mulți dintre comandanții cheie fuseseră uciși în luptă.

## Ultimii ani

### Disidența
Războiul s-a încheiat în 1411 cu Pacea de la Thorn care nu a dus avantaje mari nici Poloniei, nici Lituaniei, spre nemulțumirea nobililor polonezi. Polonia câștigase regiunea Dobrzyń, Lituania recuperase regiunea Samogiția iar Masovia recâștigase un mic teritoriu dincolo de râul Wkra. Cele mai multe teritorii ale Ordinului, inclusiv orașele prădate, au rămas intacte. Vladislav a procedat la eliberarea multora dintre rangurile Cavalerilor Teutoni și oficiali, în schimbul unor răscumpărări modeste.
Într-un efort de a-și păcăli oponenții, Vladislav l-a dat liderului opoziției, episcopul Mikołaj Trąba, rangul de Arhiepiscop de Gniezno în toamna anului 1411 și l-a înlocuit în Cracovia cu Wojciech Jastrzębiec, un susținător a lui Vytautas. De asemenea, el a încercat să atragă mai mulți aliați pentru Lituania. În Uniunea Horodło, semnată la 2 octombrie 1413, Vladislav a declarat că statutul de Mare Duce al Lituaniei era legat de Regatul nostru Polonia, permanent și ireversibil și a acordat nobililor catolici din Lituania, privilegii egale cu cele ale polonezilor. Documentul includea o clauză care le interzicea nobililor polonezi să aleagă un monarh fără consimțământul nobililor lituanieni, iar nobilii Lituaniei nu aveau voie să aleagă Marele Duce fără consimțământul monarhiei poloneze.

### Ultimele conflicte
În 1414 a izbucnit un nou război cunoscut sub numele de Războiul Foamei, denumit astfel din cauza cavalerilor care au ars pământurile și morile, însă atât cavalerii cât și lituanienii erau epuizați după războiul anterior pentru a risca o bătălie majoră, astfel au încetat luptele în toamna aceluiași an. Ostilitățile nu s-au mai ridicat până în 1419, în timpul Conciliului de la Constanța, când aceștia au fost chemați la insistența delegatului papal.
Conciliul de la Constanța s-a dovedit a fi un punct de cotitură în cruciadele teutonilor, așa cum au făcut pentru majoritatea conflictelor europene. Vytautas a trimis o delegație în 1415, inclusiv pe mitropolitul de Kiev. Ca urmare a diplomației poloni-lituaniene, consiliul, deși scandalizat de interogatoriul de legitimitate a statului monastic, a respins cererea Ordinului pentru o nouă cruciadă, și în schimb, a încredințat conversia Samogitian, Poloniei și Lituaniei.
În 1422 Vladislav a purtat un alt război, cunoscut sub numele de Războiul Gollub, împotriva Ordinului Teutonic, învingându-i din nou, înainte ca întăririle Ordinului imperial să aibă timp să ajungă. Tratatul de la Melno a încheiat cererile Cavalerilor asupra regiunii  Samogiția odată pentru totdeauna și a definit o frontieră permanentă între Prusia și Lituania. Provincia Samogiția a fost lăsată Lituaniei, împreună cu portul Palanga, însă orașul Klaipėda a fost lăsat Ordinului. Această frontieră a rămas în mare parte neschimbată, timp de aproximativ 500 de ani, până în 1920. Termenii acestui tratat, cu toate acestea, a fost văzut ca o cotitură a victoriei poloneze într-o înfrângere, ca urmare a renunțării lui Vladislav la regiunile Pomerania, Pomerelia și Chełmno, primind în schimb numai orașul Nieszawa. Tratatul nu a făcut decât să închidă un capitol de război între Cavaleri și Lituania, însă a făcut prea puține pentru a rezolva problemele pe termen lung cu Polonia.
După moartea lui Vladislav în 1430, micile rupturi dintre Polonia și Lituania le-a oferit Cavalerilor o oportunitate de a interfera în Polonia. Vladislav l-a susținut pe fratele său Švitrigaila, ca Mare Duce al Lituaniei, dar atunci când Švitrigaila, care era sprijinit de Ordinul Teutonic și de nobilii nemulțumiți din Rus s-au răzvrătit împotriva suzeranității poloneze în Lituania, polonezii, sub conducerea episcopului Zbigniew Oleśnicki din Cracovia, au ocupat Podolia și Volinia, regiune pe care Vladislav o acordase Lituaniei în 1411. În 1432, un partid susținător al polonezilor în Lituania, l-a ales pe fratele lui Vytautas, Žygimantas, ca Mare Duce, ceea ce a dus la o luptă armată pentru succesiunea lituaniană, și care a durat patru ani după moartea lui Vladislav.

### Succesiunea
A doua soție a lui Vladislav, Ana de Celje, a murit în 1416 lăsând în urmă o fiică, Jadwiga. În 1417 Vladislav s-a căsătorit cu Elisabeta de Pilica, care a murit în 1420 fără a avea copii și doi ani mai târziu, s-a căsătorit cu Sofia de Halshany, cu care a avut doi fii. Moartea Prințesei Jadwiga în 1431, ultimul membru de sânge al familiei Piast, i-a permis lui Vladislav să-i numească moștenitori pe fii Sofiei, deși trebuia să includă nobilii polonezi cu concesii pentru a asigura acordul lor, din moment ce monarhia era electorală.
Vladislav a murit în 1434, lăsând Polonia fiului său mai mare, Vladislav al III-lea, iar Lituania celuilalt frate, Cazimir, amândoi fiind minori la acel moment. Cu toate acestea, moștenirea lituaniană nu a fost acordată. Moartea sa în 1434 a încheiat uniunea personală între cele două teritorii nefiind clar cine trebuia să-i preia locul.